# Armstrong-Grenze

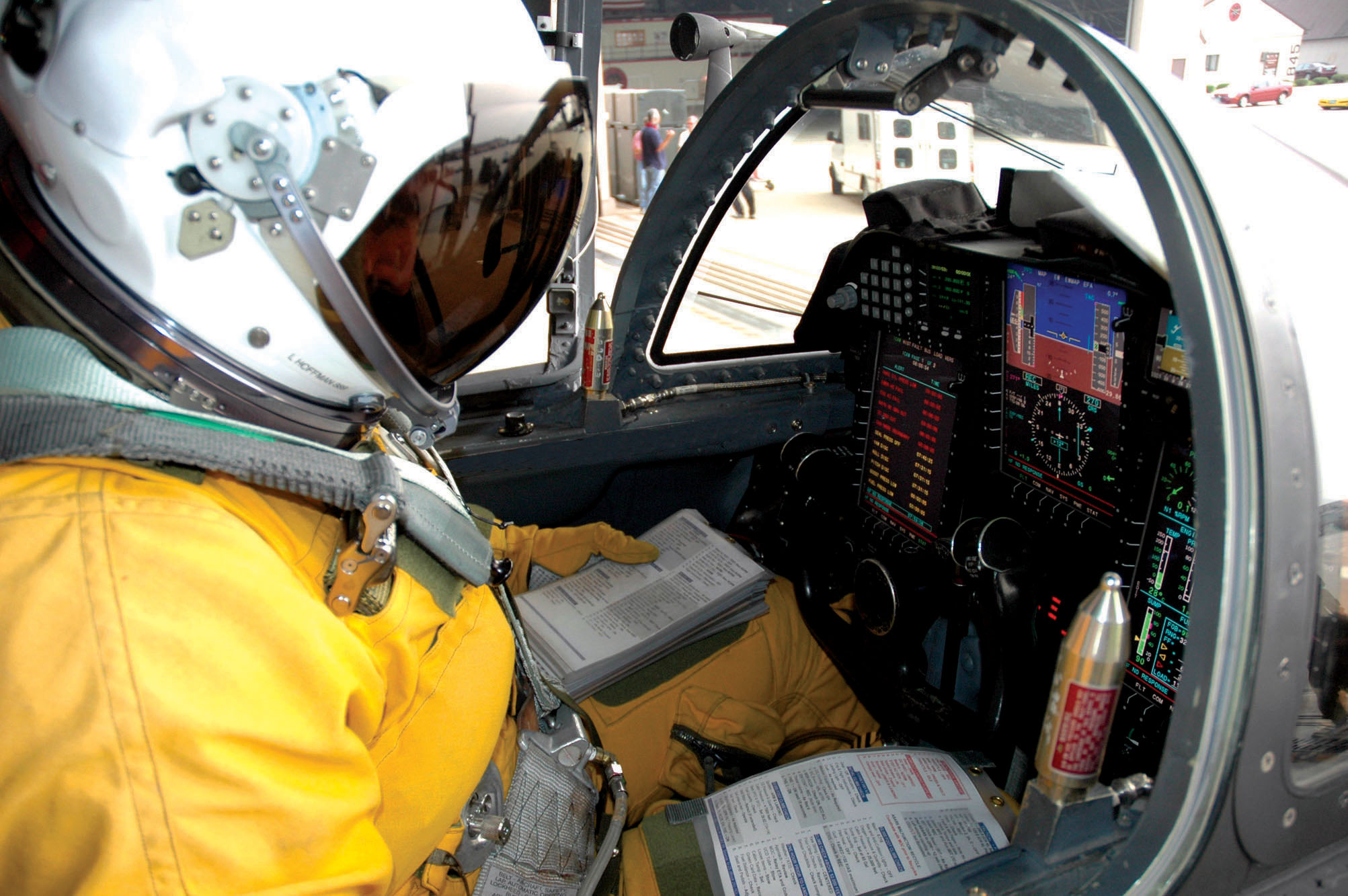
U2-Pilot in Druckanzug

Die Armstrong-Grenze (engl. Armstrong limit oder Armstrong's line) bezeichnet die Höhe in der Erdatmosphäre, in der der Luftdruck so gering ist, dass Wasser bei der menschlichen Körpertemperatur von ca. 37 °C zu sieden beginnt. Sie ist nach dem US-Air-Force-Offizier und Arzt Harry George Armstrong (1899–1983) benannt.
Bei 37 °C beträgt der Dampfdruck von Wasser ca. 63 hPa. Dies ist der atmosphärische Luftdruck in etwa 19 km Höhe. Dort beginnen also Körperflüssigkeiten wie Tränen, Speichel und die Lungenflüssigkeit zu sieden.
In den Lungenbläschen ergänzen bereits kleine Partialdrücke der Blutgase den Dampfdruck zu einem Überdruck, der ohne einen Gegendruck zu einem Ausstrom führen würde. Der sich stets neu bildende Dampf würde insbesondere jeglichen Sauerstoff aus der Lunge austreiben, sodass sehr schnell Bewusstlosigkeit und Tod einträten. Eine Druckbeatmung, ein Druckanzug oder eine Druckkabine sind für eine ausreichende Sauerstoffsättigung des Blutes aber schon ab etwa 13 km Höhe nötig.
Druck der Standardatmosphäre in verschiedenen Höhen:
| Ort              | Höhe     | Luftdruck |
| ---------------- | -------- | --------- |
| Meereshöhe       | 0 m      | 1013 hPa  |
| Zugspitze        | 2.962 m  | 691 hPa   |
| Mount Everest    | 8.848 m  | 314 hPa   |
| Armstrong-Grenze | 19.200 m | 63 hPa    |